# S/S Kaiser Wilhelm der Grosse
S/S Kaiser Wilhelm der Grosse (tysk ortografi: Kaiser Wilhelm der Große) var en tysk oceanångare ägd av rederiet Norddeutscher lloyd som byggdes 1896-97 för Atlantrutten Bremerhaven - New York. Kaiser Wilhelm der Grosse var det första fartyget av fyra i Kaiser-klass, som hon bildade tillsammans med systerfartygen Kronprinz Wilhelm, Kaiser Wilhelm II och Kronprinzessin Cecilie, byggda 1903-1907.
Kaiser Wilhelm der Grosse introducerade ett flertal nymodigheter som kom att bli stilbildande för senare oceanångare. Bland annat var hon det första passagerarfartyget i världen att förses med fyra skorstenar, något som därefter kom att förknippas med säkerhet och styrka. Hon var också det första passagerarfartyget som utrustades med trådlös telegraf.
Fartyget var döpt efter kejsar Vilhelm I av Tyskland och sjösattes den 4 maj 1897 vid AG Vulcans varv i Stettin. Den 19 september gav sig Kaiser Wilhelm der Grosse ut på sin jungfrufärd mot New York, dit hon ankom senare samma månad. Året därpå vann hon även Atlantens blå band, en utmärkelse som tilldelades det fartyg som snabbast lyckades korsa Nordatlanten.
Under första världskriget konverterades hon till hjälpkryssare av den tyska marinen som använde fartyget till att angripa allierad handelssjöfart på Atlanten. Den 26 augusti 1914 sänktes hon under en artilleriduell med den brittiska kryssaren HMS Highflyer utanför Afrikas västkust.

### Webbkällor
- Web.archive.org - The Great Ocean Liners: Kaiser Wilhelm der Grosse

### Fotnoter
1. 1 2 3  ”TGOL - Kaiser Wilhelm der Grosse”. web.archive.org. 7 oktober 2011. Arkiverad från originalet den 7 oktober 2011. https://web.archive.org/web/20111007012549/http://www.thegreatoceanliners.com/kwdg.html. Läst 11 mars 2020.
2. ↑  Ferulli, Corrado (1998) (på franska). Corrado. Au cœur des bateaux de légende. Hachette Collections. sid. 118. Läst 30 januari 2020
3. ↑  Miller, William H (1987) (på engelska). Famous Ocean Liners. sid. 4. ISBN 0 85059 876 1.. Läst 30 januari 2020